# Joszua Gotlieb
Joszua Gotlieb właściwie Joszua Heszel Gotlieb (ur. 1882 w Pińsku, zm. 1940 w Kazachstanie) – żydowski dziennikarz i polityk okresu II RP, poseł na Sejm IV kadencji.

## Życiorys
Ukończył studia prawnicze. W 1913 związał się z ruchem syjonistycznym. W 1916 został członkiem komisji centralnej Organizacji Syjonistycznej w Polsce. Pracował w dziennikach syjonistycznych „Hajnt” (1919–1935) i „Der Moment” (1935–1939). W okresie od 1927 do 1934 prezes żydowskiej sekcji Syndykatu Dziennikarzy Warszawskich. 
W latach 1924–1939 członek Żydowskiej Gminy Wyznaniowej w Warszawie, a od 1926 aż do wybuchu wojny jej wiceprezes. 
W II kadencji Sejmu zastępca posła z listy BMN, w latach 1936–1938 poseł na Sejm IV kadencji, zastąpił zmarłego Wacława Wiślickiego. 
Po 17 września 1939 aresztowany przez NKWD i wywieziony do Azji Centralnej, gdzie zmarł z wycieńczenia.